# Дальня Шебелинка
Дальня Шебели́нка —  село в Україні, у Донецькій селищній громаді Ізюмського району Харківської області. Населення становить 71 осіб. До 2020 орган місцевого самоврядування — Донецька селищна рада.

## Географія
Поруч із селом Дальня Шебелинка протікають річки Шебелинка і Сіверський Донець.

## Історія
До 2020 село було підпорядковане Донецькій селищній раді Балаклійського району. 
12 червня 2020 року, відповідно до Розпорядження Кабінету Міністрів України  № 725-р «Про визначення адміністративних центрів та затвердження територій територіальних громад Харківської області», увійшло до складу Донецької селищної територіальної громади.
19 липня 2020 року, в результаті адміністративно-територіальної реформи та ліквідації Балаклійського району, село увійшло до складу новоутвореного Ізюмського району.